# Fabio Regazzi

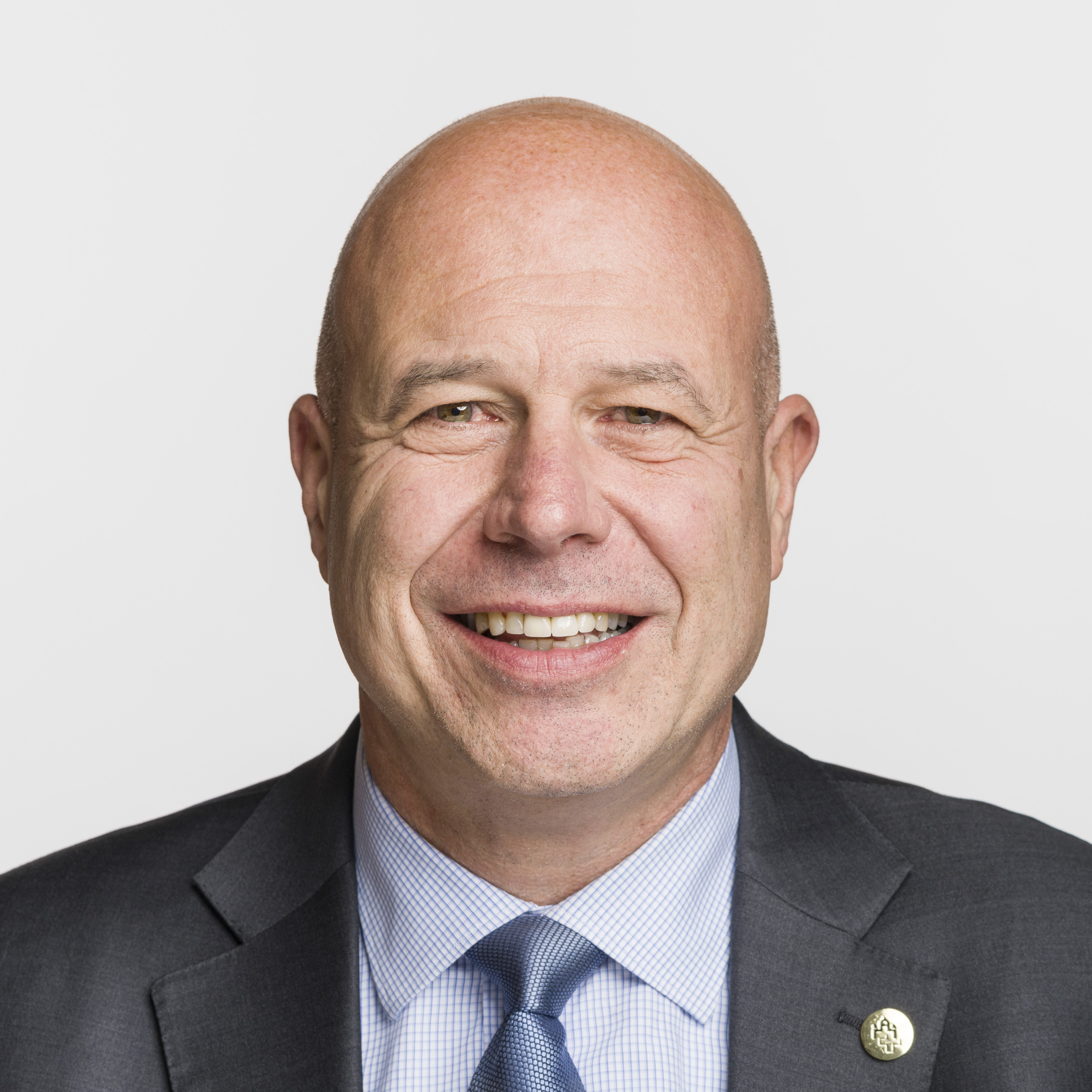
Fabio Regazzi (2019)

Fabio Regazzi (* 22. Juni 1962 in Locarno; heimatberechtigt ebenda) ist ein Schweizer Unternehmer, Politiker (Die Mitte, vormals CVP) und Verbandsfunktionär. Er war von 2011 bis 2023 Nationalrat, seit 2023 ist er Ständerat. Er ist seit 2020 Präsident des Schweizerischen Gewerbeverbandes.

## Leben
Regazzi erlangte nach der Matura einen Bachelor of Laws am Collegio Papio in Ascona und 1988 das Lizenziat der Rechtswissenschaften an der Universität Zürich. 1991 erhielt er das Anwalt-, 1992 das Notarpatent. Von 1992 bis 1999 war er Inhaber einer Anwaltskanzlei in Locarno und Gordola. Von 2000 bis 2009 war er Generaldirektor der Regazzi SA, eines Industrieunternehmens der Familie, das auf dem Gebiet des Maschinenbaus und der Metallverarbeitung tätig ist. Seit 2010 ist er CEO des Unternehmens.
Von 1984 bis 1996 war Regazzi Mitglied des Gemeinderates (Legislative) von Gordola. Danach sass er von 1995 bis 2011 im Tessiner Grossen Rat, wo er Mitglied der Kommissionen «Verwaltung», «Energie», «Steuern», «Raumplanung» sowie «Petitionen und Beschwerden» war. Ab den Parlamentswahlen 2011 gehörte er dem Nationalrat, dort war er Mitglied der Kommission für Wirtschaft und Abgaben, Kommission für Verkehr und Fernmeldewesen und der Redaktionskommission. In den Wahlen 2015 und 2019 wurde er im Amt bestätigt. Bei den Wahlen 2023 wurde er in den Ständerat gewählt.
In der überregionalen Presse präsent war Regazzi insbesondere durch seinen Einsatz für eine Amnestie und einen gleichzeitigen Steuernachlass für Steuerhinterzieher sowie für seinen Vorstoss zugunsten niedriger Strafen für Autoraser.
Von 2012 bis 2024 war er Präsident des Swiss Shippers’ Council, eines Verbands, der sich im Güterverkehr für die Interessen der Schweizer Industrie und des Handels einsetzt. Von 2015 bis 2017 war er Präsident des Tessiner Industrieverbands (Associazione delle Industrie Ticinesi, AITI), wo er von Oliviero Pesenti abgelöst wurde, und von 2017 bis 2020 sass er im Vorstandsausschuss des Schweizerischen Arbeitgeberverbandes (SAV), wo sein Nachfolger ebenfalls Oliviero Pesenti war. Im Oktober 2020 wurde er zum Präsidenten des Schweizerischen Gewerbeverbandes gewählt, er folgte auf Jean-François Rime.
Regazzi wohnt in Gordola, ist ledig und hat keine Kinder. In der Schweizer Armee war er Wachtmeister.